# Judy Ledgerwood
Judy Ledgerwood (* 1959 in Brazil, Indiana) ist eine amerikanische  Malerin, die seit den 1980er Jahren in ihren monumentalen Gemälden und  Wandmalereien Licht, Farbe und Raum erforscht.

## Werdegang
Judy Ledgerwood studierte an der Art Academy of Cincinnati in Ohio sowie an der School of the Art Institute of Chicago in Illinois.
In ihrem Werk verbindet sie konkrete  Abstraktion mit Einflüssen aus traditionell weiblich besetzten Bereichen der  Populärkultur wie Mode oder Textildesign und inszeniert die Elemente in intensiver Farbigkeit. Die Künstlerin entwickelte einen neuen, einzigartigen Aspekt in ihrer Malerei: Sie erweitert die Grenzen der konkreten Abstraktion um den subversiven Aspekt der Sinnlichkeit.
Bekannt wurde Ledgerwood durch abstrakte, an Landschaftsmalerei erinnernde Gemälde, die in „femininen“ Pastelltönen gehalten waren. Seit den 1990er Jahren konkretisiert sie das Vokabular ihrer Kompositionen auf die einfachen Grundformen Kreis und Quadrat, die sie in intensiver Farbigkeit zu vibrierend sinnlichen Kompositionen gruppiert. Ihre Werke wurden in zahlreichen internationalen Ausstellungen gezeigt, unter anderem im Museum of Contemporary Art (Chicago) und in der Renaissance Society of Chicago. Ihre Werke sind in bedeutenden Sammlungen wie dem Metropolitan Museum of Art New York und dem Museum of Contemporary Art, Los Angeles, vertreten.
Häusler Contemporary präsentierte die Künstlerin 2005 erstmals in Deutschland, 2008 in der Schweiz.

## Ausstellungen (Auswahl)
- 2010 „Thinking of you“, Häusler Contemporary München
- 2009 „Constellations: Paintings from the MCA Collection“, Museum of Contemporary Art Chicago
- 2008 „Another Day“, Häusler Contemporary Zürich; „Temperamente auf Papier“, Häusler Contemporary Zürich
- 2007 „Hard Jam“, Tracy Williams Ltd., New York; „Mixology“, Gallery 2.5, Illinois State University, Normal; „Collection Highlights“, Museum of Contemporary Art Chicago
- 2006 „Figures in the Field - Figurative Sculpture and Abstract Painting from Chicago Collections“, Museum of Contemporary Art Chicago
- 2005 „Spring Fever“, Tracy Williams Ltd., New York; „Get Up“, Häusler Contemporary München
- 2004 „Ugly Beauty“, 1301PE, Los Angeles
- 2003 „New Paintings“, Rhona Hoffman Galerie, Chicago
- 2002 „Sunny Days“, 1301PE, Los Angeles
- 2000 „Basement Love“, Rhona Hoffman Gallery, Chicago
- 1999 „Cold Days“, The Renaissance Society at the University of Chicago
- 1998 „Exploiting the Abstract“, Feigen Contemporary, New York
- 1997 Feigen Contemporary, New York
- 1995 „25 Americans: Painting in the 90's“, Milwaukee Art Museum, Milwaukee
- 1992 „Why Paint?“, The Renaissance Society at the University of Chicago

## Werke in öffentlichen Sammlungen
- Metropolitan Museum of Art, New York, New York.
- The Art Institute of Chicago, Illinois.
- Los Angeles Museum of Modern Art.
- Museum of Contemporary Art, Chicago, Illinois.
- Milwaukee Museum of Art, Milwaukee, Wisconsin.
- Chicago Public Library, Chicago, Illinois.
- The Block Museum, Evanston, IL.
- American Embassy, San Salvador, El Salvador.